# Талінга/Спрінг-Галлі – Вандоан – Кертіс-Айленд
Талінга/Спрінг-Галлі –  Вандоан – Кертіс-Айленд – розгалужена газопровідна система, споруджена з метою постачання ресурсу для австралійського заводу зі зрідження природного газу Австралія-Пасіфік ЗПГ, який почав роботу в 2015 році.
Система складається із трьох основних елементів – двох призначених для збору ресурсу підсистем та головного трубопроводу. Ресурс постачають численні установки підготовки, що працюють з метаном вугільних пластів басейну Сурат (можливо відзначити, що в 2000-х роках цей басейн став джерелом живлення для газопроводів Валлумбілла – Брисбен, Валлумбілла – Гладстон – Рокгемптон та Валлумбілла – Мумба, до яких наступного десятиліття додались три заводи зі зрідження, одним з яких і є Австралія-Пасіфік ЗПГ).

## Східна підсистема
Включає наступні основні елементи:
- ділянка від установки підготовки Талінга до хабу Кондабрі довжиною 21 кілометр та діаметром 600 мм (при цьому в районі Талінга також існує бідирекціональна перемичка з газопроводом Валлумбілла – Дарлінг-Даунз);
- газовий хаб у Кондабрі, створений навколо установки підготовки Кондабрі-Центр, до якого окрім трубопроводу від Талінги також під’єднана установка підготовки Кондабрі-Південь (через перемичку довжиною 16 кілометрів з діаметром 450 мм);
- ділянка від Кондабрі до Вандоан довжиною 56 кілометрів та діаметром 900 мм. На своєму шляху вона також отримує продукцію установки підготовки Кондабрі-Північ.
Пропускна здатність кінцевої ділянки східної підсистеми становить 24 млн м3 на добу.

## Західна підсистема
Включає наступні основні елементи:
- газовий хаб у Спрінг-Галлі, створений навколо установки підготовки Спрінг-Галлі, до якої за кілька років через перемичку довжиною 13 км та діаметром 200 мм під’єднали установку підготовки Strathblane. Також до Спрінг-Галлі виведені трубопровід Спрінг-Галлі – Валлумбілла (доступ до потужного газового хабу Валлумбіла), перемичка довжиною 30 кілометрів та діаметром 300 мм від газопроводу Валлумбілла – Гладстон (відома як Gooimbah Pipeline) та перемичка довжиною 28 кілометрів та діаметром 450 мм від комплексу установок підготовки Ферв'ю (втім, ці установки передусім є сировинною базою для газопроводу Ферв'ю – Кертіс-Айленд);
- ділянка від Спрінг-Галлі до місця врізки у трубопровід Євромбах – Ріді-Крік (Eurombah – Reedy Creek), що має довжину 26 кілометрів та виконана в діаметрі 450 мм. На своєму шляху вона також отримує продукцію установки підготовки Талуна;
- трубопровід від установки підготовки Євромбах до газового хабу Ріді-Крік, що має довжину 60 кілометрів та діаметр 600 мм;
- газовий хаб у Ріді-Крік, до якого окрім трубопроводу від Євромбах також під’єднана установка підготовки Ріді-Крік та споруджений в 2018-му газопровід Валлумбілла – Ріді-Крік (ще одна бідирекціональна перемичка від хабу Валлумбіла);
- ділянка від Ріді-Крік до Вандоан довжиною 88 кілометрів та діаметром 750 мм. На своєму шляху вона також отримує продукцію установки підготовки Комбабула (перемичка довжиною 17 км з діаметром 450 мм).
Пропускна здатність кінцевої ділянки західної підсистеми становить 22,4 млн м3 на добу.

## Головний трубопровід
Цей елемент починається у Вандоані, в місці сходження східної та західної підсистем. Він має довжину 360 кілометрів, виконаний в діаметрі 1050 мм та розрахований на перекачувння 40 млн м3 на добу.
Австралія-Пасіфік ЗПГ розташований на острові Кертіс, що лежить неподалік від узбережжя материка. Як наслідок, останню ділянка газопроводу включає споруджений методом спрямованого горизонтального буріння перехід через прибережну зону мангрів завдовжки 1,34 кілометра та офшорну ділянку у 4 кілометра.